# Cordia mhaya
Cordia mhaya là loài thực vật có hoa trong họ Mồ hôi. Loài này được Kerr mô tả khoa học đầu tiên năm 1940.